# WORK SMILE LABO
株式会社 WORK SMILE LABO（ワークスマイルラボ、英：WORK SMILE LABO Co.,Ltd. ／ 略称：ワクスマ）は、岡山県岡山市南区に本社を置く、50名以下の中小企業のワークスタイルモデルカンパニー。

## 概要
創業は1911年（明治44年）、創業者・石井哲司が「石井弘文堂」を創業。筆や墨などの文具や舶来品の万年筆の小売りをすると同時に、当時貴重だった紙切れを集めて裁断して自家製ノートを作成し販売した。
戦後の高度経済成長など景気の拡大局面の中で、事務用品の需要が高まり業績は拡大。1969年（昭和44年）に今後のオフィスのOA化を見越して「株式会社石井事務機センター」に社名を変更し、法人化。
事業拡大のため本社を岡山市南区浦安に移転した。のちに三代目社長となる堅一郎の長男・英行が1972年に入社。
1982年、英行が三代目社長に就任。オフィス家具最大手やOA機器メーカー大手と代理店契約を結び、オフィス家具、業務用FAXやコピー機など販売。
1992年には、現本社となる新たな自社オフィスを岡山市南区福浜町に構えた。2001年にはダイヤスチール家具株式会社を買収。
2006年、石井聖博が石井事務機センターへ入社。しかし、2008年のリーマンショックによって取引先が激減。同業他社との価格競争にもさらされ、営業面での奮闘をもってしても業績回復の見通しは立たず、2009年には経営危機に陥る。
2011年秋石井事務機センターは100周年を迎える。
2013年、ITの利活用の支援まで行うことによりお客様のIT担当者の役割を担う、「パソコンパトロール」（以下パソパト）サービスを開始。
2015年、聖博が四代目代表取締役社長に就任。同時に、事業ドメインを「OA機器販売」から「笑顔溢れるワークスタイル創造提案業」に再構築。新たなビジネスモデル「WORK SMILE LABO」の発想が誕生。
テレワークを中心とした働き方を変える取組みにより、2016年総務省の「テレワーク先駆者百選」に選出。2017年度ブランディング事例コンテストでは大賞＆中小企業特別賞受賞。新卒採用においても、テレワークを中心とした新しい働き方改革の結果、2018年度の岡山県内の新卒採用ランキングで9位にランクイン。
2018年9月13日に社名を「株式会社WORK SMILE LABO（ワークスマイルラボ）」変更。 また同日に、WORK SMILE SATELLITE（略してワクサテ）とい名称で共有型サテライトオフィスを岡山駅前に開設。
2018年11月には、テレワーク先駆者百選 総務大臣賞を受賞。
2020年2月には、第20回テレワーク推進賞（日本テレワーク協会主催）において最優秀の会長賞を受賞。
得意分野は中小企業向けの「働き方改革」。自社のデジタル化事例を元にしたデジタル化支援を行うことで、中小企業のDX（デジタルトランスフォーメーション）化、IT化の促進をサポートしている。総務省や官公庁の依頼の元、全国各地で講演会を実施するなど、中小企業のこれからのワークスタイルを提案・普及活動に力を入れている。
2023年12月“国内最大級”の中小企業の祭典 『日本中小企業大賞 2023』112年続いた文具店から、100以上の働き方を提案する企業に生まれ変わった株式会社WORK SMILE LABOがMVPに輝く。

## 沿革
- 1911年 - 石井哲司が岡山市下之町130にて文具店「石井弘文堂」を創業
- 1929年 - 岡山市栄町48に移転
- 1933年 - 岡山市紙屋町に支店を開設
- 1945年 - 岡山空襲により人・店舗・商品などすべてを失い、戦後の混乱の中で不法占拠によって土地も失ってしまう
- 1946年 - 初代哲司が死去。岡山市厚生町で二代目石井堅一郎が営業を再開
- 1969年 - 株式会社石井事務機センターに社名変更。法人組織化
- 1971年 - 岡山市浦安本町106に倉庫建設
- 1972年 - 現会長の石井英行が入社
- 1981年 - キヤノン販売（現キヤノンMJ）と取引を開始し、OA機器の販売により売り上げを伸ばす
- 1982年 - 二代目社長が他界により、祖母が一時社長を引き継いだのち現会長（石井英行）が社長に就任
- 1991年 - 岡村製作所（株式会社オカムラ）と取引を開始
- 1992年 - 岡山市福浜町15-10に新社屋建設
- 1994年 - 事務用品のデリバリーサービス開始
- 2001年 - ダイヤスチール家具株式会社を岡村製作所（株式会社オカムラ）より買収
- 2003年 - 通販に押され業績が下がり始める
- 2006年 - 現4代目の社長（石井聖博）が入社
- 2009年 - 経営危機
- 2010年 - 金融機関に支援申し入れ。経営改革スタート（5年計画）。第3創業地売却
- 2013年 - パソコンパトロール事業を開始
- 2015年 - 第2創業地売却。代表取締役を4代目の石井聖博に交代
- 2016年 - 新事業であるワクスマの開始。総務省テレワーク先駆者百選受賞
- 2017年
  - ブランディング事例コンテスト大賞＆中小企業特別賞受賞[2]。
  - 新卒採用岡山県希望就職先ランキング12位。
  - テレワーク・デイズ応援団体[3]。
  - おかやま子育て応援宣言企業認定。
  - 健康経営優良企業認定。
  - 女性の活躍推進宣言認定。
- 2018年
  - 「株式会社WORK SMILE LABO（ワークスマイルラボ）」に社名変更。
  - 岡山県・（公財）産業振興財団 ビジネスプランコンテストファイナリスト。
  - 総務省 中国総合通信局 局長賞。
  - 船井財団 グレートカンパニーアワード2018 ノミネート。
  - 新卒採用岡山県希望就職先ランキング9位。
  - 総務省テレワーク先駆者百選総務大臣賞受賞[4]。
  - 岡山駅前に共有型サテライトオフィス「株式会社 WORK SMILE SATELLITE」創業[5]。
- 2019年
  - 新卒採用岡山県希望就職先ランキング 6位[6]。
  - 第27回中国地域ニュービジネス大賞 優秀賞[7]。
  - 船井財団グレートカンパニーアワード2019 ノミネート[8]。
  - おかやまIT経営力大賞 チャレンジ特別賞受賞[9]。
- 2020年
  - （一社）日本テレワーク協会　第20回テレワーク推進賞　会長賞受賞[10]。
  - 新卒採用岡山県希望就職先ランキング 4位[11]。
  - 地域未来牽引企業（総務省）[12]認定。
  - はばたく中小企業・小規模事業者300社（東京都中小企業診断士協会）[13]
  - 岡山働き方改革パイオニア企業受賞[14]
  - 中小企業クラウド実践大賞（総務省）『岡山商工会議所会頭賞』受賞
  - おかやましんきんSDGｓアワード 入賞[15]
  - 2020年版中小企業白書　事例掲載[16]

- 2021年
  - 全国中小企業クラウド実践大賞（総務省）『全国中小企業団体中央会会長賞』受賞
  - 船井財団第12回グレートカンパニーアワード2021『働く社員が誇りを感じる会社賞』受賞
  - 令和３年度 テレワーク推進企業等厚生労働大臣表彰（輝くテレワーク賞）特別奨励賞受賞[17]
  - 令和3年版過労死等防止対策白書に事例掲載[18]

- 2022年
  - 新卒採用岡山県希望就職先ランキング 1位[11]

- 2023年
  - 日本中小企業大賞2023 MVP[19]
  - 健康経営優良法人2023認定証
  - 岡山市SDGs推進パートナーズに認証
  - 新卒採用岡山県希望就職先ランキング３位
  - おかやましんきんSDGsアワード2023 ビジネス部門 入賞
  - ハタラクエール2023(福利厚生表彰認証制度）福利厚生推進法人に認証

## メディア掲載情報
2017年8月5日・2017年8月12日 放送KSB瀬戸内海放送 | 自由人、会社人 
2020年 - 日経MOOK『中堅・中小企業のためのテレワーク 成功の秘訣』事例掲載
2020年 - 2020年版中小企業白書ｐ.362（第2部第2章 事例2-2-1）事例掲載
2021年 - Forbes JAPAN（フォーブス ジャパン） 掲載
2023年6月 - 日経トップリーダー６月号掲載
2023年6月 - 厚生労働省「働き方・休み方改善ポータルサイト」掲載
2023年9月 - 船井総研出版『このビジネスモデルがスゴイ２』掲載
2024年2月 - ビジネスサミット２月号掲載
2024年4月 - 厚生労働省「地域で活躍する中小企業の採用と定着 成功事例集」掲載
2024年6月 - 日経トップリーダー６月号掲載

## グループ会社
- 株式会社WORK SMILE HOLDINGS
- 株式会社WORK SMILE CONSULTING
- 株式会社WORK SMILE SATELLITE